# Champ Car
Champ Car, s polnim imenom Champ Car World Series,  je nekdanja dirkaška serija formul v ZDA, ki je potekala med letoma 1979 in 2007, do leta 2003 pa se je imenovala CART, kar je bila kratica za Championship Auto Racing Teams.
Serija CART je bila v poznem 20. stoletju glavna dirkaška serija formul v Severni Ameriki, saj je za prvenstvo štela tudi znamenita dirka Indianapolis 500. Med letoma 1982 in 1992 je bila uradno imenovana CART PPG Indy Car World Series, nato pa preimenovana v  IndyCar, preden je leta 1996 prišlo do razcepa ter je dirko Indianapolis 500 prevzela novoustanovljena serija Indy Racing League (IRL). Serija CART je bila od takrat znana tudi kot Champ Car, kar ji je po letu 2003 postalo uradno ime.
Moštva iz serije CART so se leta 2000 začela vračati na dirko Indianapolis 500 kot gostujoči tekmovalci v seriji IRL. Prva je bila ekipa Chip Ganassi Racing, katere voznik Juan Pablo Montoya je na dirki zmagal. Konec leta 2007 sta se seriji CART in IRL združili in ustanovili enotno prvenstvo formul IndyCar Series, ki si danes lasti avtorske pravice v zvezi z zgodovino serije CART in dirk Indianapolis 500.
Dirke za prvenstvo CART so do leta 1990 potekale le v Severni Ameriki. Prva dirka zunaj Severne Amerike se je odvijala leta 1991 v avstralski zvezni državi Queensland. Kasneje so bile na sporedu tudi dirke v Braziliji in na Japonskem, prva dirka v Evropi pa je potekala leta 2001 na dirkališču EuroSpeedway Lausitz v Nemčiji. V vsaki sezoni je bilo na sporedu približno enako število dirk na običajnih, ovalnih in uličnih progah.
Najuspešnejši dirkač v zgodovini serije je Sébastien Bourdais, ki je postal prvak štirikrat med sezonama 2004 in 2007. Po en naslov prvaka so osvojili tudi štirje prvaki Formule 1 Mario Andretti, Emerson Fittipaldi, Nigel Mansell in Jacques Villeneuve.

## Prvaki
| Leto | Dirkač             | Moštvo                     | Šasija-Motor       |
| ---- | ------------------ | -------------------------- | ------------------ |
| 1979 | Rick Mears         | Penske Racing              | Penske-Cosworth    |
| 1980 | Johnny Rutherford  | Chaparral Racing           | Chaparral-Cosworth |
| 1981 | Rick Mears         | Penske Racing              | Penske-Cosworth    |
| 1982 | Rick Mears         | Penske Racing              | Penske-Cosworth    |
| 1983 | Al Unser           | Penske Racing              | Penske-Cosworth    |
| 1984 | Mario Andretti     | Newman/Haas Racing         | Lola-Cosworth      |
| 1985 | Al Unser           | Penske Racing              | March-Cosworth     |
| 1986 | Bobby Rahal        | Truesports                 | March-Cosworth     |
| 1987 | Bobby Rahal        | Truesports                 | Lola-Cosworth      |
| 1988 | Danny Sullivan     | Penske Racing              | Penske-Chevrolet   |
| 1989 | Emerson Fittipaldi | Patrick Racing             | Penske-Chevrolet   |
| 1990 | Al Unser Jr        | Galles-Kraco Racing        | Lola-Chevrolet     |
| 1991 | Michael Andretti   | Newman/Haas Racing         | Lola-Chevrolet     |
| 1992 | Bobby Rahal        | Rahal/Hogan Racing         | Lola-Chevrolet     |
| 1993 | Nigel Mansell      | Newman/Haas Racing         | Lola-Cosworth      |
| 1994 | Al Unser Jr        | Penske Racing              | Penske-Ilmor       |
| 1995 | Jacques Villeneuve | Team Green Racing          | Reynard-Cosworth   |
| 1996 | Jimmy Vasser       | Chip Ganassi Racing        | Reynard-Honda      |
| 1997 | Alex Zanardi       | Chip Ganassi Racing        | Reynard-Honda      |
| 1998 | Alex Zanardi       | Chip Ganassi Racing        | Reynard-Honda      |
| 1999 | Juan Pablo Montoya | Chip Ganassi Racing        | Reynard-Honda      |
| 2000 | Gil de Ferran      | Penske Racing              | Reynard-Honda      |
| 2001 | Gil de Ferran      | Penske Racing              | Reynard-Honda      |
| 2002 | Cristiano da Matta | Newman/Haas Racing         | Lola-Toyota        |
| 2003 | Paul Tracy         | Player's/Forsythe Racing   | Lola-Cosworth      |
| 2004 | Sébastien Bourdais | Newman/Haas Racing         | Lola-Cosworth      |
| 2005 | Sébastien Bourdais | Newman/Haas Racing         | Lola-Cosworth      |
| 2006 | Sébastien Bourdais | Newman/Haas Racing         | Lola-Cosworth      |
| 2007 | Sébastien Bourdais | Newman/Haas/Lanigan Racing | Panoz-Cosworth     |